# FRUITY KILLER TUNE
『FRUITY KILLER TUNE』（フルーティーキラーチューン）は、メロン記念日の初のベスト・アルバム。2006年12月6日に発売された。

## 概要
発売当時のメロン記念日すべての楽曲の中から『盛り上がる曲』をコンセプトにファン投票を行い、その結果選ばれた上位13曲に新曲1曲を加えたセレクト・ベスト・アルバム。

## 収録曲
1. 赤いフリージア
  - 投票 第1位
2. さあ、早速盛り上げて 行こか～!!
  - 投票 第7位
3. お願い魅惑のターゲット
  - 投票 第6位
4. This is 運命
  - 投票 第2位
5. ガールズパワー・愛するパワー
  - 投票 第8位
6. 電話待っています
  - 投票 第11位
7. MI DA RA 摩天楼
  - 投票 第12位
8. かわいい彼
  - 投票 第5位
9. さぁ!恋人になろう
  - 投票 第3位
10. スキップ!
  - 投票 第13位
11. 遠慮はなしよ!
  - 投票 第9位
12. 肉体は正直なEROS
  - 投票 第10位
13. 香水(Hard Flavor Remix)
  - 投票 第4位（オリジナルバージョンより）
    - リミックス：田中直
    - アルバムのコンセプトから、アップテンポにリミックスされて収録している。
14. LEATHER
  - 新曲
    - 作詞：井田実　作曲：前澤寛之　編曲：朝井泰生